# 波兰王国地理词典
波兰王国和其他斯拉夫国家地理词典（波蘭語：Słownik geograficzny Królestwa Polskiego i innych krajów słowiańskich）是一本不朽的波兰地名词典，由菲利普·苏利米尔斯基、布罗尼斯瓦夫·赫莱博夫斯基、弗瓦迪斯瓦夫·瓦莱夫斯基等人于1880至1902年在华沙出版。